# 宽沟鹑螺
宽沟鹑螺（学名：Tonna allium），是异足目鹑螺科鹑螺属的一种。主要分布于印度尼西亚、中国大陆、台湾，常栖息在浅海沙底、潮下带。